# Ahmed II.
Ahmed II. (25. veljače 1643. – 1695.), osmanski sultan od 22. lipnja 1691. do 6. veljače 1695. Sin sultana Ibrahima I.
Ahmed II. (arapski: أحمد الثانى) postaje sultan nakon smrti brata Sulejmana II. 1691. godine, voljom velikog vezira Fazil Mustafe Koprulua, pa je njegov najpoznatiji akt ostao potvrđivanje ostanka Koprulua na položaju. Kao i njegov brat i on je dotadašnji život prije stupanja na prijestolje, a imao je 52 godine, proveo u Kafezu. 
Melankoličan i pobožan, nije se puno miješao u vladanje. Ubrzo, samo tjedana dana nakon njegovog stupanja na prijestolje Ludvig Badenski je teško porazio osmansku vojsku u krvavoj bitci kod Slankamena u kojoj pogiba i sam veliki vezir Fazil Mustafa Ćuprilić. Nakon bitke i cijela Slavonija ponovo je, ovoga puta konačno, oslobođena, a rat s Austrijom i Venecijom (koja osvaja Hios) odvija se manjim intenzitetom, jer je i carska vojska najviše angažirana u ratu s Francuskom Luja XIV. Veziri sprječavaju opsade Beograda 1692. i znatno ambiciozniju De Croyevu 1693.
Umire kao i njegov prethodnik od vodene bolesti. Naslijedio ga je Mustafa II., sin sultana Mehmeda IV.
| Prethodnik:  | Vladar Osmanskog Carstva (1691. – 1695.) | Nasljednik: |
| Sulejman II. | Vladar Osmanskog Carstva (1691. – 1695.) | Mustafa II. |